# Bútids
Els bútids (Buthidae) són la família d'escorpins més extensa que existeix, incloent-hi 79 gèneres (un dels quals extint) i 730 espècies, segons descobriments fets fins a agost de 2006. Els membres d'aquesta família són petits o mitjans amb longituds des dels 2 cm (per exemple en els gèneres Microtityus i Microbuthus) fins a 12 cm (com en espècies d'Ananteris, Androctonus, Apistobuthus, Centruroides, Compsobuthus, o Tityus). El seu estèrnum és comunament triangular, encara que en alguns gèneres és pentagonal. Moltes espècies són grogues o marrons (o variacions d'aquests colors), però el negre també és present. Diversos membres d'aquesta família són altament tòxics, però menys de vint poden ser mortals.